# سحيل غانم (حضرموت)
سحيل غانم هي إحدى قرى الجمهورية اليمنية. تتبع جغرافيا لمحافظة حضرموت و إداريًا لمديرية شبام. يبلغ تعداد سكانها 1052 نسمة حسب الإحصاء الذي أجري عام 2004.